# Théâtre municipal de Jaguariúna
Le Théâtre Comunale de Jaguariúna, également connu comme Teatro Dona Zénaide, est le théâtre de la ville de Jaguariúna dans l'État de São Paulo (Brésil). Le bâtiment, d’architecture contemporaine, doit son nom à Clotilde Fracchetta Chiavegato, mieux connue comme Dona Zénaide.
Le théâtre est situé à rue Alfredo Bueno 1151, Jaguariúna Centre.

## Histoire
Le nom Théâtre Dona Zénaide qui a été donné au Théâtre Municipal Jaguariúna, est un hommage à Clotilde Fracchetta Chiavegato, qui était mieux connue pour son engagement social et civil pour la ville de Jaguariúna, comme Dona Zénaïde, morte en 2003.
Le bâtiment, construit en 1930 et qui pendant des années a accueilli l’ancien cinéma de la ville le cinéma "Santa Maria", après une longue restauration a été rouvert en 2008. Ce projet a été conçu pour répondre aux nouveaux besoins artistiques et culturels de la ville de Jaguariúna.
Le grand espace polyvalent accueille artistes brésiliens et internationaux, expositions d'art contemporain, concerts, chœurs, ballets théâtre et conférences.

## Organisation
Le théâtre peut compter sur un espace de 14 000 mètres carrés, 420 places, des rampes d'accès pour les personnes ayant handicaps physiques, une importante scène de théâtre et une grande salle destinée aux expositions d'art contemporain.
Pour faciliter autant que possible l'accès du grand public à la culture, la plupart des productions artistiques de la Préfecture de Jaguariúna sont gratuites.